# 他魯毎
他魯毎（たるみい、? - 1429年）は、古琉球の南山王国（山南王国）の最後の国王（在位：1415年 - 1429年）。

## 概要
名の他魯毎は、琉球名「太郎思い（たるもい）」の当て字と考えられている。正史『球陽』によれば、汪応祖の長男とされる。汪応祖が伯父の達勃期（たふち）に殺害されたため、諸按司と協力してこれを滅ぼした。1415年、明の冊封を受け南山王に即位した。彼は、横暴な王で、毎日政治を省みず酒色に耽ったという。民衆や按司たちに対し酷薄な王であった。
1429年、尚巴志に滅ぼされ、南山王国は滅亡した。
尚巴志に南山の貴重な水源であった嘉手志川と金の屏風との交換を持ちかけられると何の考えもなしに了承してしまい、屏風と引き換えに嘉手志川を利用していた人々の信望を失ったというエピソードがある。

## 系譜
- 父：汪応祖（第3代南山王）
- 母：不詳
  - 次弟：阿衡基・南風原按司守忠（阿姓前川家祖）[1]
  - 弟：豊見城按司
  - 弟：国吉大屋子（母は玉城家の娘）
  - 弟：座波掟（母の座波ヌルの長男）（淇姓座波家祖）
  - 弟：座波之子（母の座波ヌルの次男）（淇姓座波家祖）